# Saint-Pompont
Saint-Pompont é uma comuna francesa na região administrativa da Nova Aquitânia, no departamento Dordonha. Estende-se por uma área de 28,25 km². Em 2010 a comuna tinha 367 habitantes (densidade: 13 hab./km²).